# Kūhak-e Kūchek
Kūhak-e Kūchek (persiska: كوهك كوچك, كُّهَك كُّچَك, كوهَك كوچِك, كوهَكِ كوچَك) är en ort i Iran.   Den ligger i provinsen Bushehr, i den centrala delen av landet, 700 km söder om huvudstaden Teheran. Kūhak-e Kūchek ligger 5 meter över havet och antalet invånare är 167.
Terrängen runt Kūhak-e Kūchek är mycket platt. Havet är nära Kūhak-e Kūchek åt sydväst. Runt Kūhak-e Kūchek är det ganska glesbefolkat, med 42 invånare per kvadratkilometer. Närmaste större samhälle är Jazīreh-ye Shomālī, 5,3 km sydväst om Kūhak-e Kūchek. Trakten runt Kūhak-e Kūchek är ofruktbar med lite eller ingen växtlighet.